# Jugador Mundial de la FIFA 2002

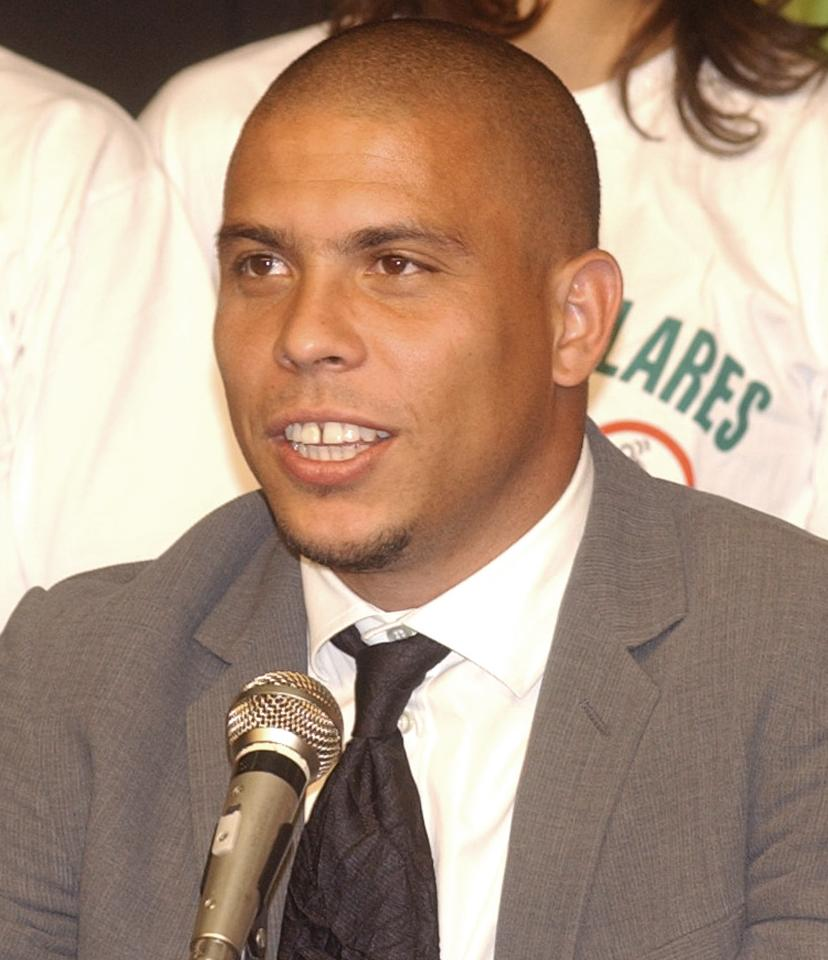
Nazario en 2002.

La decimosegunda entrega del premio al Jugador Mundial de la FIFA tuvo como ganador al brasileño Ronaldo (Inter de Milán y Real Madrid). El segundo puesto fue para el alemán Oliver Kahn (Bayern de Múnich) y el tercer puesto para el francés Zinedine Zidane (Real Madrid).

## Posiciones finales
| Puesto | Jugador              | Equipo                           | Puntos |
| ------ | -------------------- | -------------------------------- | ------ |
| 1.º    | Ronaldo              | Inter de Milán / Real Madrid     | 387    |
| 2.º    | Oliver Kahn          | Bayern Munich                    | 171    |
| 3.º    | Zinedine Zidane      | Real Madrid                      | 148    |
| 4.º    | Roberto Carlos       | Real Madrid                      | 114    |
| 5.º    | Rivaldo              | FC Barcelona / AC Milan          | 92     |
| 6.º    | Raúl                 | Real Madrid                      | 90     |
| 7.º    | Michael Ballack      | Bayer Leverkusen / Bayern Munich | 82     |
| 8.º    | David Beckham        | Manchester United                | 51     |
| 9.º    | Thierry Henry        | Arsenal                          | 38     |
| 10.º   | Michael Owen         | Liverpool                        | 34     |
| 11.º   | Ronaldinho           | PSG                              | 19     |
| 12.º   | Patrick Vieira       | Arsenal                          | 14     |
| 13.º   | Luís Figo            | Real Madrid                      | 10     |
| 14.º   | Francesco Totti      | AS Roma                          | 9      |
| 15.º   | Hasan Şaş            | Galatasaray                      | 6      |
|        | / Christian Vieri    | Inter de Milán                   | 6      |
| 17.º   | Gabriel Batistuta    | AS Roma                          | 5      |
|        | El Hadji Diouf       | Lens / Liverpool                 | 5      |
|        | Hong Myung-bo        | Kashiwa Reysol / Pohang Steelers | 5      |
|        | / Patrick Kluivert   | FC Barcelona                     | 5      |
|        | Álvaro Recoba        | Inter de Milán                   | 5      |
| 22.º   | Yıldıray Baştürk     | Bayer Leverkusen                 | 4      |
|        | Paolo Maldini        | AC Milan                         | 4      |
| 24.º   | Edmílson             | Olympique Lyon                   | 3      |
|        | Lúcio                | Bayer Leverkusen                 | 3      |
|        | Robert Pirès         | Arsenal                          | 3      |
|        | Juan Sebastián Verón | Manchester United                | 3      |
| 28.º   | / Landon Donovan     | San José Earthquakes             | 2      |
|        | Alessandro Nesta     | Lazio / AC Milan                 | 2      |
| 30.º   | Cafú                 | AS Roma                          | 1      |
|        | Iker Casillas        | Real Madrid                      | 1      |
|        | Filippo Inzaghi      | AC Milan                         | 1      |
|        | Kléberson            | Atlético Paranaense              | 1      |
|        | Hidetoshi Nakata     | Parma                            | 1      |
|        | Rui Costa            | AC Milan                         | 1      |
|        | Ruud van Nistelrooy  | Manchester United                | 1      |
|        | Lilian Thuram        | Juventus                         | 1      |